# Jim Flynn
Jim Flynn (Waterford, 1921 – Fermoy, 12 marzo 2006) è stato un cestista irlandese.

## Carriera
Con l'Irlanda ha preso parte ai Giochi della XIV Olimpiade.